# Charte de la Terre
 (mai 2023).
La Charte de la Terre est une déclaration internationale de valeurs et principes fondamentaux jugée utile par ses partisans pour construire un monde juste, durable et pacifique au XXIe siècle. Créée à la suite d'un processus de consultation mondiale, et avalisée par des organisations représentant des millions de personnes, la Charte « vise à susciter chez tous les peuples un sentiment d'interdépendance mondiale et de responsabilité partagée pour le bien-être de la famille humaine, la grande communauté de la vie, et les générations futures ». Elle invite l'humanité à participer à la création d'un partenariat mondial à un moment critique dans l'histoire. La charte d'éthique de la vision de la Terre soutient que la protection de l'environnement, les droits de l'homme, un développement humain équitable, et la paix sont interdépendants et indivisibles. La Charte vise à fournir un nouveau cadre de pensée pour comprendre et faire face à ces grandes problématiques. L'organisation de l'Initiative de la Charte de la Terre existe afin de promouvoir la Charte.

## Historique
L'idée d'élaborer une Charte de la Terre date de 1987, lorsque la Commission mondiale de l'Organisation des Nations unies sur l’environnement et le développement a appelé à la création d'une nouvelle charte pour guider la transition vers le développement durable. En 1992, l'ancien Secrétaire général des Nations unies Boutros Boutros-Ghali a insisté sur la nécessité d'une nouvelle charte au Sommet de la Terre de Rio de Janeiro, mais le temps d'une telle déclaration n'était pas venu. La Déclaration de Rio est une déclaration du consensus atteignable à cette époque. En 1994, Maurice Strong (président du Sommet de la Terre) et Mikhaïl Gorbatchev, en travaillant avec les organisations qu'ils avaient chacun fondées (le Conseil de la Terre et de Green Cross International respectivement), ont relancé le processus d'élaboration de la Charte de la Terre, cette fois en tant qu'initiative de la société civile, avec l'aide du gouvernement des Pays-Bas.
M. Strong n'est plus responsable d'organisations liées à la Charte, mais apporte toujours ses conseils.

## Rédaction
La rédaction du texte a suivi un processus de consultation à travers le monde de six années (1994-2000), supervisé par la Commission indépendante de la Charte de la Terre, qui avait été convoquée par Maurice Strong et Mikhaïl Gorbatchev dans le but de développer un consensus mondial sur les valeurs et les principes pour un avenir durable. La Commission continue de servir de gardien du texte Charte de la Terre.
Le texte final de la Charte de la Terre a été approuvé lors d'une réunion de la Commission de la Charte de la Terre dans les locaux de l'UNESCO à Paris en mars 2000. Le lancement officiel s'est déroulé le 29 juin 2000 lors une cérémonie au Palais de la Paix à La Haye, aux Pays-Bas. La Reine Beatrix des Pays-Bas a assisté à la cérémonie.
"Le futur est à la fois très inquiétant et très prometteur. Pour évoluer, nous devons reconnaître qu'au milieu d'une grande diversité de cultures et de formes de vie nous formons une seule humanité et une seule communauté sur Terre partageant une destinée commune. Nous devons unir nos efforts pour donner naissance à une société mondiale durable, fondée sur le respect de la nature, les droits universels de l'être humain, la justice économique et une culture de la paix. Dans ce but, il est impératif que nous, les Peuples de la Terre, déclarions notre responsabilité les uns envers les autres, envers la communauté de la vie ainsi qu'envers les générations futures."
Principes
Les quatre piliers et seize principes de la Charte de la Terre sont les suivants :
I. Respect et protection de la communauté de la vie
1. Respecter la Terre et toute forme de vie.
2. Prendre soin de la communauté de la vie avec compréhension, compassion et amour.
3. Bâtir des sociétés démocratiques, justes, participatives, durables et pacifiques.
4. Préserver la richesse et la beauté de la Terre pour les générations présentes et futures.

II. Intégrité écologique
1. Protéger et rétablir l'intégrité des systèmes écologiques de la Terre, en particulier la diversité biologique et les processus naturels qui assurent le maintien de la vie.
2. Empêcher tout dommage causé à l'environnement comme meilleure méthode pour le préserver et appliquer le principe de précaution là où les connaissances sont insuffisantes.
3. Adopter des modes de production, de consommation et de reproduction qui préservent les capacités régénératrices de la Terre, les droits de l'homme et le bien-être commun.
4. Faire progresser l'étude de l'écologie durable et promouvoir le libre échange et l'application élargie des connaissances acquises.

III. Justice sociale et économique
1. Éradiquer la pauvreté en tant qu'impératif éthique, social et environnemental.
2. S'assurer que les activités économiques et les institutions à tous les niveaux favorisent le développement humain de manière juste et durable.
3. Affirmer l'égalité et l'équité des genres comme condition préalable au développement durable et assurer l'accès universel à l'éducation, aux soins de santé et aux possibilités économiques.
4. Défendre le droit de tous les êtres humains, sans discrimination, à un environnement naturel et social favorisant la dignité humaine, la santé physique et le bien-être spirituel, en portant une attention particulière aux droits des peuples indigènes et des minorités.

IV. Démocratie, non-violence, et paix
1. Renforcer les institutions démocratiques à tous les niveaux et promouvoir une gouvernance qui obéisse aux principes de transparence et justiciabilité, ainsi que la participation de tous dans la prise de décision et l'accès à la justice.
2. Intégrer au système d'éducation formelle et à la formation continue les connaissances, les valeurs et les compétences nécessaires à un mode de vie durable.
3. Traiter tous les êtres vivants avec respect et considération.
4. Promouvoir une culture de tolérance, de non-violence et de paix.

## Accueil international
La Charte a été officiellement avalisée par des organisations représentant des millions de personnes, y compris l'UNESCO, plus de 250 universités à travers le monde, l'Union internationale pour la Conservation de la Nature (l'UICN), le territoire de New Delhi, capitale de l'Inde, la Conférence des Maires américains de 2001, et des dizaines d'organisations de jeunesse.
Divers groupes religieux soutinrent également la Charte de la Terre. L'Association unitarienne universaliste des congrégations, représentant plus de 1000 congrégations unitariennes universalistes aux États-Unis, lui apporta son soutien. L'Organisme officiel de la Foi bahá'íe a réagi en disant « Bien qu'elle ne soutienne pas officiellement la Charte de la Terre, la Communauté Internationale Baha'i considère l'effort pour sa rédaction et les activités liées à l'atteinte de ses objectifs essentiels comme hautement louables, et il continuera à participer à des activités connexes, telles que conférences, forums, etc. » Le Mouvement mondial panthéiste, qui soutient une conception naturaliste de la religion, approuvé le plan. La Conférence sur le leadership des femmes religieuses, une organisation catholique des États-Unis a approuvé la Charte en 2004. Le diocèse de Newark (New Jersey, États-Unis), une organisation épiscopalienne chrétien, a récemment approuvé la Charte de la Terre.
Le Maire Hsu de Tainan, une ville de 750 000 habitants à Taiwan, a avalisé la Charte en 2007. Les villes de Corvallis (Oregon, États-Unis), Berkeley (Californie, États-Unis), Pickering (Canada) et 21 autres villes dans le Vermont (États-Unis) ont approuvé la mesure. Neuf autres villes dans le Vermont ont rejeté les mesures soutenant la Charte de la Terre.
Ingénieurs sans frontières, une association internationale dont la mission est d'aider ses membres travaillant pour les communautés pauvres dans leurs pays respectifs et dans le monde, a également fait sienne la Charte de la Terre, de même que le Parti Vert du Botswana. La Foundation de Conservation de l'Afrique décrit la mouvement de la Charte de la Terre comme un « partenaire ».
Au Royaume-Uni, Bournemouth Borough Council a approuvé la Charte en 2008.
La Charte a également reçu l'opposition de plusieurs groupes. Aux États-Unis par exemple, des membres de groupes religieux tels que la droite religieuse se sont opposés au document au motif qu'il est laïque, et épouse le socialisme. En outre, certains conservateurs citent une observation informelle de Mikhaïl Gorbatchev affirmant que le document est « une sorte de dix commandements » et soulignent le fait que lors du Sommet mondial sur le développement durable de 2002 à Johannesburg, Afrique du Sud, une copie du document a été placée symboliquement dans une « arche de l'espoir » - un projet indépendant de l'artiste américaine Sally Linder. Un certain nombre de théoriciens de la conspiration prétendent que les fondateurs de la Charte de la Terre tentent d'établir un super-État mondial pour faire respecter la Charte.
La Charte de la Terre Internationale, l'organisation chargée de promouvoir la Charte, insiste dans sa littérature sur le fait que la Charte de la Terre est respectueuse et inclusive de toutes les traditions religieuses. Elle défend l'idée que la Charte elle-même n'inclut aucune déclaration appuyant ces accusations de supplanter l'une des religions du monde ou de créer un gouvernement mondial. La CTI affirme que la Charte est une déclaration de valeurs éthiques communes vers la durabilité, qui reconnaît la responsabilité partagée de l'humanité envers la Terre et envers les autres.